# Этиуни
Этиуни  (арм. Էթիունի; другие названия — Etiuḫi, Etiu, Etio, hatiyo, hetiyo, hay  ) — племенная конфедерация на Армянском нагорье в период раннего раннего железного века (конец II — первая половина I тыс. до н. э.). Располагалась в северных частях реки Аракс, примерно соответствовала будущей провинции Айрарат царства Великой Армении. Археологи связывают Этиуни с Лчашен-Мецаморской культурой.
Этиуни часто упоминается в записях царей Урарту, совершавших многочисленные походы на территорию данного политического образования. Согласно ассирийским текстам, именно оно способствовало падению Урарту. На территории Этиуни проживало протоармянское и скифское население.

## Этимология
Востоковед И. М. Дьяконов писал, что Этиуни было урартским названием, означающим «земля Этио». Также урарты иногда использовали вариант Etiuḫi, который, по-видимому, относился конкретно к народу Etiuni. Арменовед А. Е. Петросян предположил, что имя Etiu могло быть урартским клинописным переводом слова *hatiyo, которое считается предшествующей формой самоназвания армян hay.
В клинописном письме, которое использовали урарты, отсутствовал символ, обозначающий звук «h», поэтому они часто использовали либо знак, обычно предназначенный для обозначения гортанного h (ḫ, χ), либо не использовали какой-либо символ вообще. А. Е. Петросян, ссылаясь на И. М. Дьяконова и Геворга Джаукяна, считал, что урартское «е» может соответствовать армянскому «а», когда оно используется в начале слов. В итоге, данное название должно было произойти от протоиндоевропейского *poti, что означает «господин, муж»: *potiio → *hetiyo → *hatiyo → hay.

## Расположение

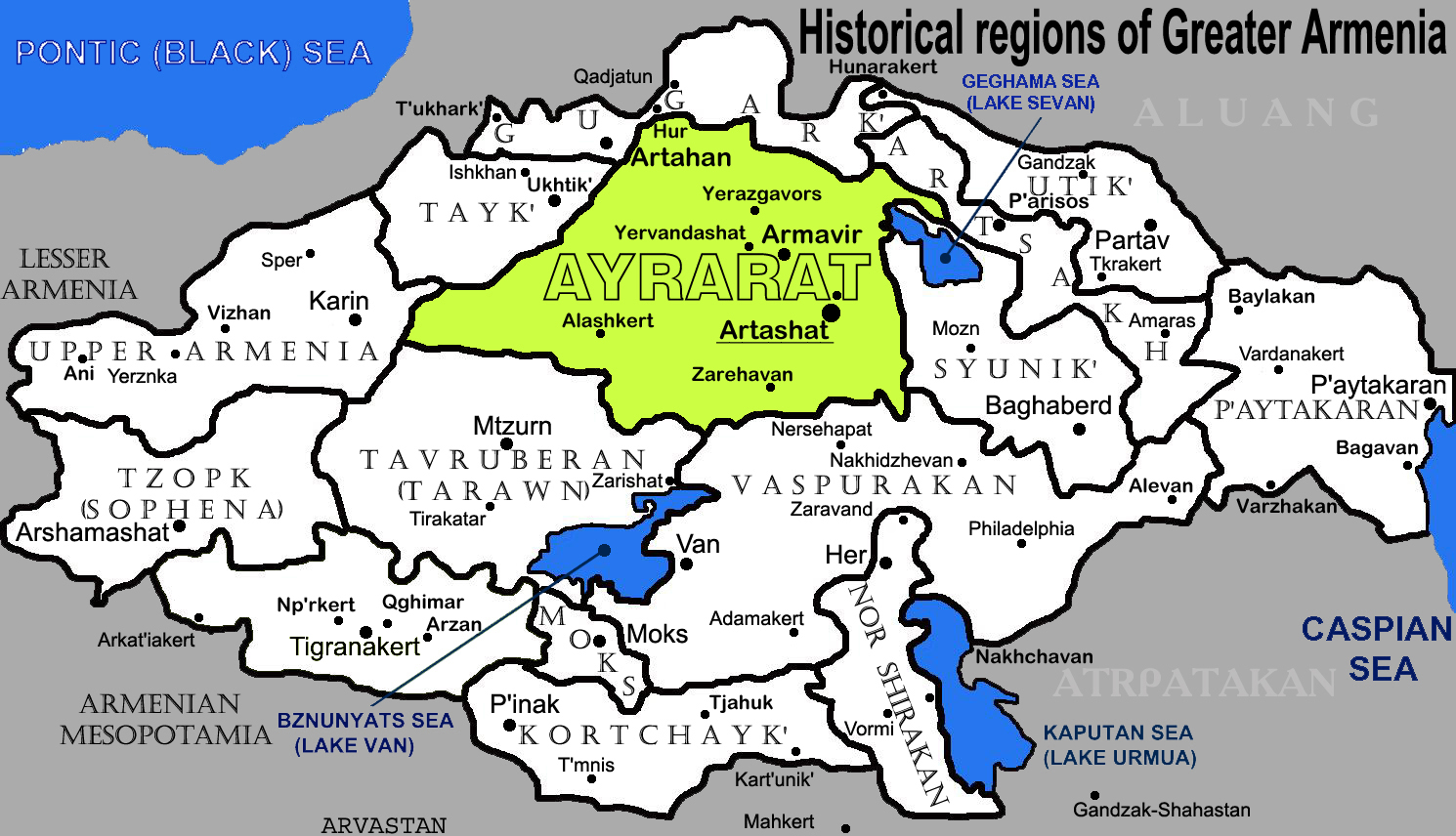
Этиуни, по-видимому, в значительной степени географически пересекалась с более поздней провинцией Айрарат Великой Армении. Тем не менее Этиуни охватывала большую часть береговой линии озера Севан.

Этиуни располагалась в северных частях реки Аракс и примерно соответствовала будущей провинции Айраратской царства Великой Армении. Она граничила с Диаухи (на западе), Урарту и, возможно, с отдельными землями Басена (на юге) и Кулки (на севере или северо-западе).
Этиуни состояла из ряда небольших царств и племен:
- Эриахи - на территории современного Еревана и к северу от него до Ширака включительно
- Игани (Ия, или Айя) — на южном берегу озера Чилдир;
- Абилиани и Апуни, вероятно, соответствовавшие армянским Абелеанку и Хавнунику в районе Карса;
- Луша, Катарза, Уитерухи (Витерухи) и Гулутаи — на Араратской равнине;
- Ликвини — недалеко от Армавира;
- Эркуахи — на северной стороне горы Арарат, может быть исконным армянским названием двух вершин горы (ср с арм. երկու [erku] — «два»)[6].

Город Аза, упомянутый царем Русой I как важный город-храм вдоль реки Аракс, был связан с богатым религиозным центром Азарой, который позже был упомянут Страбоном как город недалеко от Арташата.
Этиунские земли Уэликуни (Великуни) и Тилуу располагались на западном берегу озера Севан, а Кекуни — на северном берегу озера. Археологический памятник Лчашен, вероятно, соответствующий городу Иштикуни, находился в одном из этих царств.
Урарты упоминали «четырех царей Удури-Этиуни». Это могло относиться к отдельной, но, вполне вероятно, культурно-лингвистически связанной от Этиуни конфедерации, включающей земли Луэи, Кемани, Уртеини и Аркукини, простиравшихся вдоль южного берега озера Севан. Слово «удури», возможно, означает «вода» (имеется в виду его расположение вдоль озера Севан).

## Отношения с Урарту
Во время совместного регентства Ишпуини и его сына Менуа Урарту начал расширяться на север, на территории Этиуни. Они вели сражения с племенами Катарза и Луша, восхваляясь завоеванием Ликвини и «могучей земли» Эркуахи, и в результате обложили Этиуни данью.
Сын Менуа, Аргишти, отважился проникнуть дальше на этиунскую территорию, чем его предшественники, и построил крепость Эребуни (ставшей основой современного Еревана) на недавно завоеванной земле. Он привел туда 6600 воинов из Хатти и Шуприи. Аргишти завоевал Апуни, Лушу (в результате кастрировав его короля) и Игу, взяв в плен многих жителей этих регионов.
Однако жители Этиуны восстали и вторглись в Урарту во время правления Аргишти, украв аштиузи (возможно, идола бога, сравнение с армянским Астуасом (бог)) урартского религиозного центра Мусасир.
Сардури II, сын Аргишти, следуя стопами отца, также предпринял многочисленные военные кампании против Этиуни в 740-х годах до нашей эры, сражаясь с местными правителями и царем Этиуни, Диасуни. Однако, что в итоге стало с этиунским правителем в результате этой конфронтации, неизвестно, так как урартский текст обрывается.
Согласно ассирийским источникам, «этинеи» трижды восставали во время правления Русы I, сына Сардури II. Эти восстания, по-видимому, привели к урартским военным потерям и разграблению Урарту.
В более позднем ассирийском тексте упоминается, что Урарту был разрушен «народом Этуны».

## Этнолингвистический состав

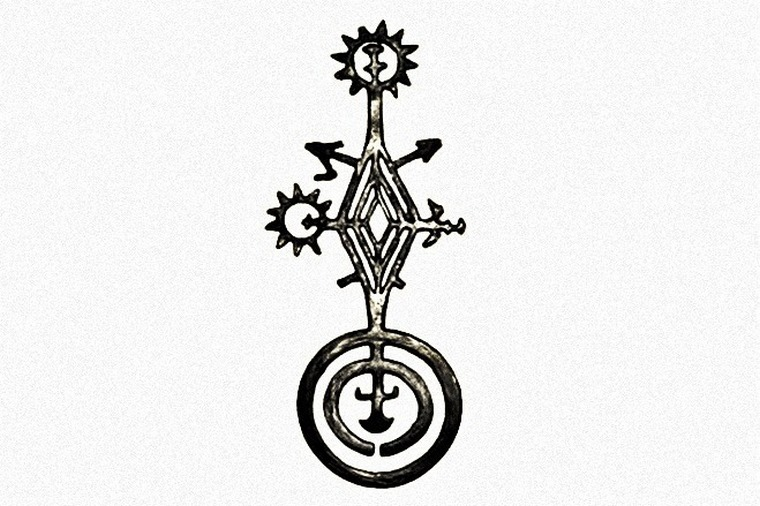
Бронзовая «модель Солнечной системы». Лчашен, XII—XI века до н. э.

Советский востоковед И. М. Дьяконов считал, что Этиуни населяли носители хуррито-урартских языков.
В свою очередь, А. Петросян, лингвист Г. Мартиросян и другие армянские ученые предложили армянскую этимологию для ряда этиунских личных, географических, племенных и религиозных имен. Вместе с тем они выделили ряд имен и слов древнеармянского происхождения в ономастике Урарту, что, по мнению авторов, указывает на расселение армяноязычных племен как в Этиуни, так и на территории Урарту.
Помимо армяноязычного населения, вероятно, в Этиуни или его окрестностях проживали скифские и/или киммерийские племена. Имена этиунской области Ишкугул (вероятно, близ Гюмри) и ее князя, Сага-тур или Сагапутара (возможно, Скайорди Мовсеса Хоренаци), по-видимому, указывают на связь со скифами.

## Правители
В урартских клинописных текстах сохранилось упоминание этиунского царя Диуцини из Иги (или Ия). Его имя имеет армянское-индоевропейское происхождение и означает «рожденный от бога» (от арм. տիւ и ծին). Оно сопоставимо с греческим «Диоген» (Διογένης), фракийским «Диазен», кельтским «Дивогенос» и санскритским «Деваджа» (देवजा). Другие правители регионов Этиуни, вероятно, были во главе меньших царств или попросту местными вождями. В их число входили: Мурину из Уэликуни, Мурини из Абилиани, Синалби из Луэи, Рашу из Руишии и Капурини из Ига (Ия).

## Археология

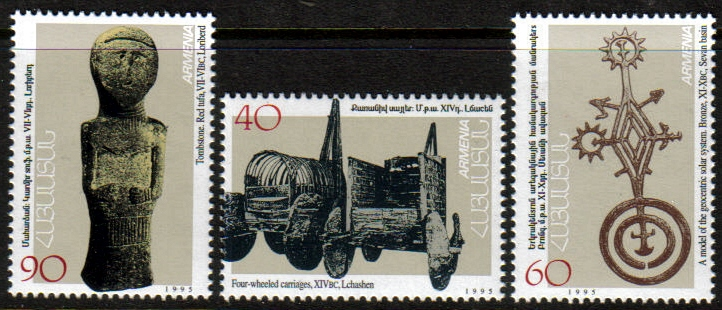
Марки Армении с изображением артефактов лчашен-мецаморской культуры, найденных у озера Севан

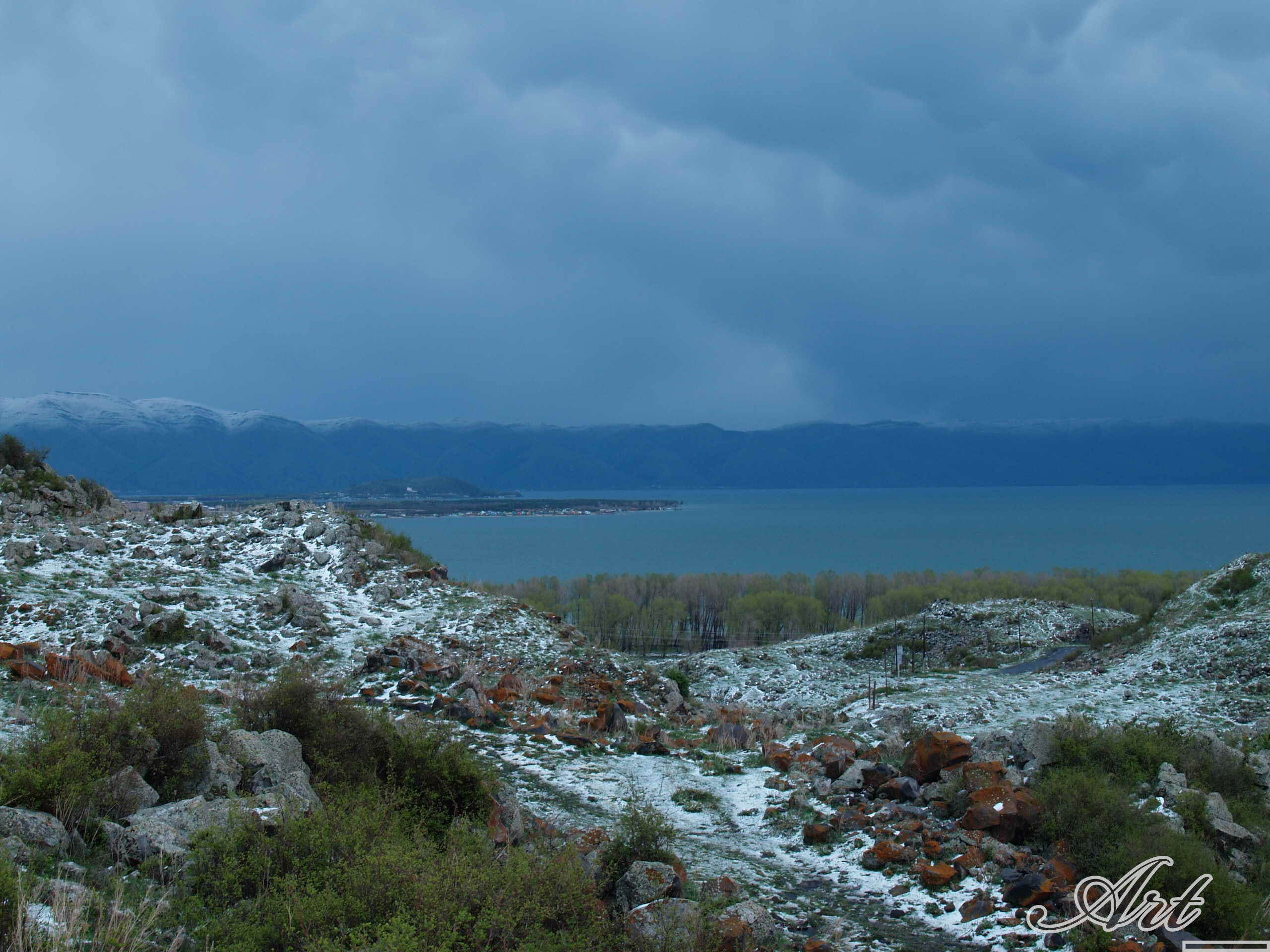
Лчашенское городище на берегу Севана

Археологи связывают Этиуни с лчашено-мецаморской культурой, которая восходит к триалетско-ванадзорской культуре. Древнее городище близ села Лчашен часто отождествляется с этиунским городом Иштикуни. Входивший в территорию Этиуни Мецамор (недалеко от современного Тароника) был важным центром металлообработки в железном веке.

## В историографии
Согласно арменоведу Армену Петросяну, воспоминания об Этиуни могли сохраниться в «Истории Армении» средневекового армянского историка Мовсеса Хоренаци. В своем труде автор V века упоминанает армянского царя Зармайра, который возглавил армию «эфиопов», чтобы помочь Трое во время Троянской войны. А. Петросян предположил, что до Хоренаци, возможно, перепутал «Этио» с «Эфиопией», а сохранение этого варианта названия должно быть связано с урартским названием «первичной Армении».
Петросян также предположил, что известная армянская легенда об Аре Красивом могла быть мифологизированной версией конфликта между Этиуни (в лице Ары) и Урарту (в лице ассирийской царицы Семирамиды). Урарту, вероятнее всего, отождествили с Семирамидой, поскольку столица Урарту, Тушпа, отождествляемая с городом Ван (поскольку является его основой), в средневековье называлось Шамирамакерт (арм. «город Семирамиды»).